# Arrancourt
Arrancourt – miejscowość i gmina we Francji, w regionie Île-de-France, w departamencie Essonne.
Według danych na rok 1990 gminę zamieszkiwało 100 osób, a gęstość zaludnienia wynosiła 14 osób/km² (wśród 1287 gmin regionu Île-de-France Arrancourt plasuje się na 1055. miejscu pod względem liczby ludności, natomiast pod względem powierzchni na miejscu 543.).